# 坂道のアポロン
『坂道のアポロン』（さかみちのアポロン）は、小玉ユキによる日本の漫画。『月刊フラワーズ』（小学館）にて、2007年11月号から2012年3月号まで連載された。同年5月号から9月号まで番外編「BONUS TRACK」が掲載された。単行本は全9巻と番外編1巻。作者にとって、1巻を超える長さの連載作品は初めてである。『このマンガがすごい! 2009』オンナ編で1位を獲得。第57回小学館漫画賞一般向け部門を受賞。作者の産休のため、2010年5月号から7月号まで休載した。2018年3月時点で累計発行部数は100万部を突破している。

## あらすじ
1966年初夏、男子高校生・西見薫は船乗りの父親の仕事の都合で、横須賀から長崎県の佐世保市にある佐世保東高校に転校した。
転校初日、同じクラスのバンカラな男・川渕千太郎との出会いをきっかけに、ジャズの魅力にはまり、薫の高校生活は思わぬ方向へ変化していく。更に、薫は千太郎の幼馴染である迎律子を好きになるが、律子は千太郎に、千太郎は上級生の深堀百合香に、百合香は桂木淳一に思いを寄せていて、それぞれの恋の行方も複雑になっていく。
ある日、薫は律子が千太郎のことが好きなのを承知の上で、律子に自分の思いを告白する。薫の告白に途惑う律子であったが、千太郎が律子の思いに気がつかないことから、次第に薫に魅かれていく。
一方、千太郎は百合香が淳一が住むアパートに居るのを偶然見かけ、激しく動揺する。
百合香は、家族から大学を中退し佐世保で無為に過ごす淳一との交際を反対されていた。
淳一は現在の自堕落な生活から立ち直ろうと、東京の出版社への就職を決める。それは、まだ高校生で佐世保から離れられない百合香との別れを意味していた。

## 登場人物
声の項はテレビアニメ版、演の項は映画版のキャスト。

### 主要人物
西見 薫（にしみ かおる）
声 - 木村良平（幼少期 - 古木のぞみ / ピアノ演奏 - 松永貴志）
演 - 知念侑李（Hey!Say!JUMP）
本作の主人公。高校1年生。船乗りの父（声 - てらそままさき）の仕事の都合で、幼い頃から何度も転校を繰り返してきた。秀才で真面目だが、繊細で人付き合いが苦手。ある時からストレスで吐く癖がついてしまう。伯父の家に居候しているが、従姉妹のまり子と伯母（声 - 城雅子）に嫌味を言われる日々を送っており、窮屈な思いをしている。
律子の無垢な笑顔に癒され恋に落ちる。千太郎からは「ボン」と呼ばれる。
小学生の頃から、ピアノを弾いており、腕前も良い。クラシックしか弾いたことがなかったが、千太郎に挑発され、ジャズに挑むようになる。
川渕 千太郎（かわぶち せんたろう）
声 - 細谷佳正（幼少期 - ラヴェルヌ拓海 / ドラム演奏 - 石若駿）
演 - 中川大志
大柄で野蛮な少年。高校1年生。豪快かつ型破りな性格で、腕っ節も強く、学校中から「札付きのワル」と恐れられているが、明朗で面倒見が良く正義感も強い。父（声 - 河本邦弘）がいる。クリスチャン。首に母（声 - 津田匠子）の形見のロザリオを下げている。律子とは幼なじみ。日本とアメリカのハーフだが、日本人の母は千太郎を残して姿を消し、叔父と叔母（声 - 真山亜子）に引き取られた。妹と弟（叔父と叔母の子）が2人ずつおり、とても慕われている。百合香のことを好きになる。サラ・ボーンという鳩を飼っている。
ジャズのドラム担当。字を書くときは左利きだが、ドラムセットは右利きのものを使用している。
迎 律子（むかえ りつこ）
声 - 南里侑香
演 - 小松菜奈
千太郎の幼馴染で、薫のクラスの学級委員。そばかす顔の少女。純粋で明るく優しい性格。クリスチャン。実家はレコード店「ムカエレコード」。最初は千太郎のことが好きだが段々と薫に惹かれていく。

### 高校生
深堀 百合香（ふかほり ゆりか）
声 - 遠藤綾
演 - 真野恵里菜
薫達の先輩。高校2年生。ミステリアスな雰囲気を持つ美少女だが、性格は活発で好奇心旺盛。美術部所属。家は裕福で、父（声 - 浜田賢二）と母（声 - 城雅子）がいる。薫・千太郎・律子が3人で遊びに行った時、不良に絡まれているところを千太郎に助けられる。
千太郎に招待されて行った店で出会った淳一を好きになる。
丸尾 重虎（まるお しげとら）
声 - 村瀬歩
薫たちのクラスメイト。メガネをかけた小太りの少年。無線部に入っており、趣味はQSLカード集め。薫を無線部に勧誘するがあっさり断られる。兄がベンチャーズのファンで、その影響で実はギターの腕前もなかなか。時枝の意中の人物で、卒業時に告白もされる。
松岡 星児（まつおか せいじ）
声 - 岡本信彦
演 - 松村北斗（当時ジャニーズJr./SixTONES）
2年に進級し、千太郎と同じクラスになった。歌を歌うのが好きで、将来は上京してスターになり、兄弟や両親を楽させるのが夢で、そのために方言を使わないように心がけている。千太郎をロックバンドに誘う。
薫に対して最初は全く興味はなかったが、千太郎とのセッションを見てその存在を認める。だが、薫たちよりも高みのところへ行くと宣言する。
山岡 竜之介（やまおか りゅうのすけ）
声 - 山口翔平
転入生の薫を集団でしめようとして千太郎に前歯を折られる。星児のバンド仲間の一人。ビートルズファン。実家は裕福。薫のことが嫌いらしい。
時枝（ときえ）
声 - 古木のぞみ
2年生の時の薫と律子のクラスメイト。律子が薫を好きだと思い込み、律子を後押しする。自分自身は丸尾が好きで、卒業時に告白した。

### 大学生
桂木 淳一（かつらぎ じゅんいち）
声 - 諏訪部順一（歌唱シーン - 古川昌義 / トランペット演奏 - 類家心平）
演 - ディーン・フジオカ
律子の隣人で、家は「しらゆり」というケーキ店。千太郎からは「淳兄」と慕われている。トランペット奏者。
親の反対を押し切って東京の大学へ行くが、学生運動に巻き込まれたことから退学し、勘当される。
室井（むろい）
声 - 鈴村健一
淳一のジャズ仲間。サックス奏者。淳一のアジをきっかけに無関心だった学生運動にのめり込む。機動隊との乱闘で両手の骨が砕ける重症を負う。
有田 勲（ありた いさお）
声 - 櫻井孝宏
学生運動の活動家。警察に捕まり、後を淳一に託す形になる。

### その他の人物
迎 勉（むかえ つとむ）
声 - 北島善紀
演 - 中村梅雀
律子の父。レコード店を経営している。ジャズ好きで、店の地下に練習用の防音室を持っている。ウッドベース奏者。
西見 小夜子（にしみ さよこ）
声 - 本田貴子
薫の母。農村の出で、読み書きができなかったことを西見家の恥さらしだと罵られ、家を出た。
川渕 幸子（かわぶち さちこ）、川渕 康太（かわぶち こうた）、川渕 太一（かわぶち たいち）、川渕 千恵（かわぶち ちえ）
声 - 宮本侑芽（幸子）、華山梨彩（康太）、岩崎愛（太一）
千太郎の妹・弟達。特に幸子は薫にも懐いている。
西見 まり子（にしみ まりこ）
声 - 佐藤亜美菜
薫が同居させてもらっている伯父宅の娘。薫の従姉妹。額を見せたポニーテールが特徴。我儘だが、母と違いそこまで性格は悪くない。
謙二（けんじ）
勉がジャズをはじめるキッカケとなった人物。海軍に志願し軍楽隊に入隊する。

## CD

### 漫画版
『坂道のアポロン オリジナル・サウンドトラック』
作中に登場した楽曲などを収録したオリジナルサウンドトラックが、EMIミュージック・ジャパンより発売された。2009年9月16日発売、TOCJ-66523。
収録曲
1. モーニン（アート・ブレイキー&ザ・ジャズ・メッセンジャーズ）
2. ブローイン・ザ・ブルース・アウェイ（ホレス・シルヴァー）
3. いつか王子様が（quasimode）
4. チュニジアの夜（アート・ブレイキー）
5. バット・ノット・フォー・ミー（チェット・ベイカー）
6. アス・スリー（ホレス・パーラン）
7. ラヴ・フォー・セール（キャノンボール・アダレイ）
8. イージー・トゥ・ラヴ（サラ・ヴォーン）
9. マイ・フェイヴァリット・シングス（quasimode）
10. バグス・グルーヴ（ミルト・ジャクソン）
11. ブルー・トレイン（ジョン・コルトレーン）
12. マイ・ファニー・ヴァレンタイン（ビル・エヴァンス&ジム・ホール）

### アニメ版
『アニメ「坂道のアポロン」オリジナル・サウンドトラック』
テレビアニメ化に伴い、オリジナルサウンドトラックがエピックレコードジャパンより発売された。2012年4月25日発売、ESCL-3874。
プロデュースは菅野よう子、演奏には松永貴志（ピアノ）や類家心平（トランペット）、石若駿（ドラム）などが参加している。
収録曲
1. KIDS ON THE SLOPE（菅野よう子）
2. Chick's Diner（菅野よう子）
3. Moanin'（松永貴志）
4. Bag's Groove（菅野よう子）
5. Blowin' The Blues Away（菅野よう子）
6. Satin Doll（菅野よう子）
7. YURIKA（菅野よう子）
8. Rosario（菅野よう子）
9. Curandelo（菅野よう子）
10. Transparent（菅野よう子）
11. Run (mabanua)
12. But not for me（類家心平 & 古川昌義）
13. My Favorite Things（南里侑香）
14. Equinox（菅野よう子）
15. A Piece Of Blue（菅野よう子）
16. バードランドの子守唄（手嶌葵）
17. Jazz For Button（菅野よう子）
18. Four（菅野よう子）
19. Easy Waltz（松永貴志）
20. float (mabanua)
21. Milestones（菅野よう子）
22. Apollon Blue（菅野よう子）
23. Kaoru & Sentaro Duo in BUNKASAI（松永貴志）
24. いつか王子様が（菅野よう子）

『アニメ「坂道のアポロン」オリジナル・サウンドトラック プラス more & rare』
前述の「アニメ 坂道のアポロン オリジナル・サウンドトラック」に収録されなかった音源を集めたアウトテイク集。

### 実写版
実写映画化に伴い、『映画「坂道のアポロン」サウンドトラック&ジャズ演奏曲集』がアリオラジャパンより発売された。2018年3月7日発売、BVCL-871。大半の曲は鈴木正人によるもの。
収録曲
1. Beginning（鈴木正人）
2. Moanin（ボビー・ティモンズ）
3. Rampage Rain（鈴木正人）
4. Wild And Bright（鈴木正人）
5. Pavane pour une infante defunte
6. Day-to-day（鈴木正人）
7. Sentaro’s Drum（鈴木正人）
8. Get You Back（鈴木正人）
9. Fat Girl
10. Day-to-day “Summer”（鈴木正人）
11. Our Youthful Days（鈴木正人）
12. Beautiful Woman（鈴木正人）
13. Lovesickness（鈴木正人）
14. Envious（鈴木正人）
15. Follow Your Heart（鈴木正人）
16. Love Cry（鈴木正人）
17. Sadness（鈴木正人）
18. About Him（鈴木正人）
19. I’m Sorry（鈴木正人）
20. Emptiness（鈴木正人）
21. Chasm（鈴木正人）
22. Grow Apart（鈴木正人）
23. The Pain（鈴木正人）
24. Apollon Special Medley（鈴木正人）
25. Theme Of Apollon（鈴木正人）
26. Someday My Prince Will Come（フランク・チャーチル）
27. Someday My Prince Will Come -with hope-（フランク・チャーチル）
28. Unconscious（鈴木正人）
29. About Him “tears”（鈴木正人）
30. Sadness “Rosary”（鈴木正人）
31. Good Old Days（鈴木正人）
32. My Favorite Things

## 書誌情報
- 小玉ユキ 『坂道のアポロン』 小学館〈フラワーコミックスα〉、全9巻 ※BONUS TRACKにはサイドストーリーなどが収録されている。
  1. 2008年4月25日発売、ISBN 978-4-09-131670-7
  2. 2008年10月10日発売、ISBN 978-4-09-132174-9
  3. 2009年3月10日発売、ISBN 978-4-09-132268-5
  4. 2009年8月10日発売、ISBN 978-4-09-132626-3
  5. 2010年1月8日発売、ISBN 978-4-09-133019-2
  6. 2010年6月10日発売、ISBN 978-4-09-133198-4
  7. 2011年2月10日発売、ISBN 978-4-09-133650-7
  8. 2011年11月10日発売、ISBN 978-4-09-134115-0
  9. 2012年4月26日発売、ISBN 978-4-09-134465-6
- 坂道のアポロン BONUS TRACK 2012年11月9日発売、ISBN 978-4-09-134793-0
- 坂道のアポロン Official Fan Book 2012年11月9日発売、ISBN 978-4-09-134829-6

テレビアニメ
- 『坂道のアポロン オフィシャルログブック』 学研パブリッシング刊 
  - 2012年9月25日発売、ISBN 978-4-05-405482-0

実写映画
- 原作：小玉ユキ、脚本：髙橋泉、著：豊田美加 『映画 坂道のアポロン』（小説） 小学館文庫刊
  - 2018年2月6日発売、ISBN 978-4-09-406492-6
- 原作：小玉ユキ、脚本：髙橋泉、著：宮沢みゆき 『映画 坂道のアポロン』（小説） 小学館ジュニア文庫刊
  - 2018年3月1日発売、ISBN 978-4-09-231221-0
- 『ピアノミニアルバム 映画 坂道のアポロン』（楽譜） ヤマハミュージックメディア刊
  - 2018年3月9日発売、ISBN 978-4-63-695833-1

### 単行本併録作品
種男（タネオ）
『凛花』（小学館）第3号掲載、第1巻収録
多忙な日々が続き、正に枯れかけ寸前のOL・志田。ある朝目覚めると、部屋に知らない男がいた。水しか飲まないその男を、種男と名付ける。何も話さない種男だが、志田の生活は次第に潤っていく。
インターチェンジ
『凛花』第4号掲載、第2巻収録
高速道路の出口のループを10周すると、忘れたいことをきれいに忘れることができる。少しの間だけ付き合っていた彼に教えてもらったこのおまじない。その彼の訃報を聞き、溢れ出てくる想い出を止めようと晴子はループするが……。
バグズコンチェルト
『凛花』第5号掲載、第3巻収録
友達との電話中、突然耳の中に小さな虫が入ってしまう。気持ち悪い、早く出したいと思うが、虫は「愛しのオカベ様に告白したい」と言ってきて……。
エレベーター・チャイルド
『凛花』第6号掲載、第4巻収録
エレベーターガールの仕事中、腰の曲がった老人が乗ってくる。上昇していくと同時に男性は若返っていき、どこか見覚えのある少年へと変わっていく。少年の正体は……。
天井娘
『凛花』第7号掲載、第5巻収録
マンションの階下から響く不快な音。下の階には確かこぎれいな女性が住んでいたはず。下のベランダにバスタオルを落としてしまった男は、仕方なく女性を訪ね、ついでに文句を言おうとすると、女性が天井から逆さまにくっついていた……。

## テレビアニメ
2012年4月から6月まで、フジテレビ「ノイタミナ」枠にて放送された。テレビアニメ『COWBOY BEBOP』を手がけた監督・渡辺信一郎と同作品の音楽を作った菅野よう子が久々にタッグを組むことが話題になっている。本作はジャズ漫画のアニメ化であるが菅野よう子は以前よりジャズは好きではないと発言しており、本作についてはあくまで「人間を描いた作品」と答えている。最終話となる第12話では、原作者である小玉ユキ自身が、原画に参加した。

### スタッフ
- 原作 - 「坂道のアポロン」小玉ユキ（小学館「月刊フラワーズ」連載）[2]
- 監督 - 渡辺信一郎[2]
- 助監督 - 出合小都美（第6話、第9話、第10話、第12話）
- キャラクターデザイン - 結城信輝[2]
- 総作画監督 - 山下喜光[2]、山田勝哉（第6話、第9話）
- 美術監督 - 上原伸一
- 美術設定 - 上原成代
- 色彩設計 - 鎌田千賀子
- 編集 - 廣瀬清志
- 撮影監督 - 武原健二
- 録音監督 - はたしょう二
- 音楽 - 菅野よう子[2]
- チーフプロデューサー - 山本幸治
- プロデューサー - 尾崎紀子、小中大典
- クリエイティブプロデューサー - 丸山正雄
- アニメーションプロデューサー - 諸澤昌男、大塚学、宇田川純男
- アニメーション制作 - MAPPA[2]、手塚プロダクション[2]
- 制作 - 「坂道のアポロン」製作委員会[2]（フジテレビジョン、東宝、ソニー・ミュージックエンタテインメント、電通）

### 主題歌
オープニングテーマ「坂道のメロディ」
作詞・歌 - YUKI / 作曲・編曲 - 菅野よう子（EPICレコードジャパン）
エンディングテーマ「アルタイル」
作詞 - 秦基博 / 作曲・編曲 - 菅野よう子 / 歌 - 秦基博 meets 坂道のアポロン（Ariora Japan / Augusta Records）
挿入歌「バードランドの子守唄」（第5話）
作詞 - B.Y.フォスター / 作曲 - ジョージ・シアリング / 歌 - 手嶌葵

### 各話リスト
| 話数 | サブタイトル                                                             | 脚本     | 絵コンテ   | 演出       | 作画監督                  |
| ---- | ------------------------------------------------------------------------ | -------- | ---------- | ---------- | ------------------------- |
| #1   | モーニン （Moanin'）                                                     | 加藤綾子 | 渡辺信一郎 | 出合小都美 | Cindy H.Yamauchi          |
| #2   | サマータイム （summertime）                                              | 柿原優子 | 別所誠人   | 清水久敏   | 山田勝哉                  |
| #3   | いつか王子様が （Someday My Prince Will Come）                           | 加藤綾子 | 小寺勝之   | 菅原静貴   | 中村路之将                |
| #4   | バット・ノット・フォー・ミー （But not for me）                          | 柿原優子 | 篠原俊哉   | 青井小夜   | 秋田学 田頭真理恵         |
| #5   | バードランドの子守唄 （Lullabys of Birdland）                            | 加藤綾子 | 宮繁之     | 山岡実     | 青木一紀                  |
| #6   | ユー・ドント・ノウ・ホワット・ラブ・イズ （You don't know what love is） | 柿原優子 | 宍戸淳     | 宍戸淳     | 安彦英二                  |
| #7   | ナウズ・ザ・タイム （Now's the time）                                    | 加藤綾子 | 松尾衡     | 出合小都美 | Cindy H.Yamauchi          |
| #8   | ジーズ・フーリッシュ・シングス （These foolish things）                  | 柿原優子 | 二村秀樹   | 清水久敏   | 菊池聡延 大城美幸         |
| #9   | ラヴ・ミー・オア・リーヴ・ミー （Love me or leave me）                   | 加藤綾子 | 梅本唯     | 梅本唯     | 吉田正幸                  |
| #10  | イン・ア・センチメンタル・ムード （In A Sentimental Mood）               | 柿原優子 | 山崎みつえ | 山岡実     | 清水空翔                  |
| #11  | レフト・アローン （Left Alone）                                          | 加藤綾子 | 出合小都美 | 出合小都美 | 安彦英二 山田歩           |
| #12  | オール・ブルース （All Blues）                                           | 柿原優子 | 渡辺信一郎 | 渡辺信一郎 | 山田勝哉 Cindy H.Yamauchi |

### 放送局
2012年4月開始の局はテレビ長崎を除き、ノイタミナ枠第1部としての放送作品となる。
| 放送地域   | 放送局             | 放送期間                | 放送日時           | 放送系列       | 備考                         |
| ---------- | ------------------ | ----------------------- | ------------------ | -------------- | ---------------------------- |
| 関東広域圏 | フジテレビ         | 2012年4月12日 - 6月28日 | 木曜 24:45 - 25:15 | フジテレビ系列 | 製作委員会参加               |
| 中京広域圏 | 東海テレビ         | 2012年4月12日 - 6月28日 | 木曜 26:05 - 26:35 | フジテレビ系列 |                              |
| 佐賀県     | サガテレビ         | 2012年4月13日 - 6月29日 | 金曜 25:05 - 25:35 | フジテレビ系列 |                              |
| 福岡県     | テレビ西日本       | 2012年4月13日 - 6月29日 | 金曜 26:05 - 26:35 | フジテレビ系列 |                              |
| 山形県     | さくらんぼテレビ   | 2012年4月14日 - 6月30日 | 土曜 25:05 - 25:35 | フジテレビ系列 |                              |
| 秋田県     | 秋田テレビ         | 2012年4月14日 - 6月30日 | 土曜 25:35 - 26:05 | フジテレビ系列 |                              |
| 鹿児島県   | 鹿児島テレビ       | 2012年4月14日 - 6月30日 | 土曜 25:35 - 26:05 | フジテレビ系列 |                              |
| 熊本県     | テレビ熊本         | 2012年4月14日 - 6月30日 | 土曜 26:05 - 26:35 | フジテレビ系列 |                              |
| 福島県     | 福島テレビ         | 2012年4月16日 - 7月2日  | 月曜 25:10 - 25:40 | フジテレビ系列 |                              |
| 広島県     | テレビ新広島       | 2012年4月16日 - 7月2日  | 月曜 25:45 - 26:15 | フジテレビ系列 |                              |
| 愛媛県     | テレビ愛媛         | 2012年4月17日 - 7月3日  | 火曜 24:35 - 25:05 | フジテレビ系列 |                              |
| 新潟県     | 新潟総合テレビ     | 2012年4月17日 - 7月3日  | 火曜 25:30 - 26:00 | フジテレビ系列 |                              |
| 宮城県     | 仙台放送           | 2012年4月17日 - 7月3日  | 火曜 25:45 - 26:15 | フジテレビ系列 |                              |
| 近畿広域圏 | 関西テレビ         | 2012年4月17日 - 7月3日  | 火曜 25:58 - 26:28 | フジテレビ系列 |                              |
| 岩手県     | 岩手めんこいテレビ | 2012年4月18日 - 7月4日  | 水曜 25:50 - 26:20 | フジテレビ系列 |                              |
| 静岡県     | テレビ静岡         | 2012年4月19日 - 7月5日  | 木曜 25:10 - 25:40 | フジテレビ系列 |                              |
| 長崎県     | テレビ長崎         | 2012年4月22日 - 7月8日  | 日曜 26:20 - 26:50 | フジテレビ系列 | 作品の舞台                   |
| 日本全域   | BSフジ             | 2012年4月28日 - 7月21日 | 土曜 26:00 - 26:30 | BS放送         |                              |
| 北海道     | 北海道文化放送     | 2012年8月19日 - 11月4日 | 日曜 25:45 - 26:15 | フジテレビ系列 |                              |
| 日本全域   | フジテレビTWO      | 2013年3月30日 - 5月4日  | 土曜 25:00 - 26:00 | CS放送         | 2話連続放送 リピート放送あり |
| 東京都     | TOKYO MX           | 2018年2月13日 -         | 火曜 25:05 - 25:35 | 独立局         |                              |
| 日本全域   | アニマックス       | 2018年5月12日 -         | 土曜 6:30 - 7:30   | BS放送         | 2話連続放送 リピート放送あり |

### WEBラジオ
『坂道のアポロン〜ムカエレコード・地下スタ通信〜』HiBiKi Radio Station 2012年4月10日 - 2012年7月3日
- パーソナリティ - 木村良平（西見薫 役）

[通常配信回ゲスト]
1、2、7：細谷佳正（川淵千太郎 役）
3、4：諏訪部順一（桂木 淳一 役）
5、6：岡本信彦（松岡星児 役）
[特別版ゲスト]
細谷佳正（川淵千太郎 役）
諏訪部順一（桂木 淳一 役）
岡本信彦（松岡星児 役）
ラジオCD
ブシロードメディアより発売。
| タイトル                                                               | 発売日        | 規格品番  |
| ---------------------------------------------------------------------- | ------------- | --------- |
| アニメ「坂道のアポロン～ムカエレコード・地下スタ通信～」ラジオCD Vol.1 | 2012年8月22日 | SKMC-0001 |

### 映像ソフト
フジテレビジョンより発売。
| 巻 | 発売日         | 規格品番   | 規格品番   |
| 巻 | 発売日         | BD         | DVD        |
| -- | -------------- | ---------- | ---------- |
| 1  | 2012年7月27日  | TBR-22181D | TDV-22185D |
| 2  | 2012年8月22日  | TBR-22182D | TDV-22186D |
| 3  | 2012年9月28日  | TBR-22183D | TDV-22187D |
| 4  | 2012年10月19日 | TBR-22184D | TDV-22188D |

## 実写映画
同名タイトルの実写映画が、2018年3月10日に公開された。監督は三木孝浩。主演は知念侑李（Hey! Say! JUMP）。

### スタッフ（映画）
- 原作 - 小玉ユキ『坂道のアポロン』（小学館「月刊flowers」FCα刊）
- 監督 - 三木孝浩
- 脚本 - 髙橋泉
- 音楽 - 鈴木正人
- 主題歌 - 小田和正「坂道を上って」（アリオラジャパン）
- エグゼクティブプロデューサー - 豊島雅郎、上田太地
- プロデューサー - 八尾香澄、田辺圭吾、岡本順哉
- ラインプロデューサー - 森徹
- 音楽プロデューサー - 安井輝
- 撮影 - 小宮山充
- 照明 - 保坂温
- 美術 - 花谷秀文
- 録音 - 矢野正人
- 編集 - 穂垣順之助
- 装飾 - 鈴木仁
- スタイリスト - 望月恵
- ヘアメイクプランニング - 池田真希
- VFX - 菅原悦史
- 音響効果 - 伊藤瑞樹
- スクリプター - 古保美友紀
- 助監督 - 成瀬朋一
- 制作担当 - 藤野尚美
- 配給 - 東宝、アスミック・エース
- 制作プロダクション - アスミック・エース、C&Iエンタテインメント
- 製作 - 『坂道のアポロン』製作委員会（アスミック・エース、東宝、小学館、ジェイ・ストーム、C&Iエンタテインメント、KDDI、東急エージェンシー、GYAO、日本出版販売）

### 受賞歴
- 第42回日本アカデミー賞[7]
  - 新人俳優賞 - 中川大志

### 映像ソフト（映画）
アスミック・エースより発売。
| 発売日        | 規格品番   | 規格品番   | 規格品番   |
| 発売日        | BD豪華版   | DVD豪華版  | DVD通常版  |
| ------------- | ---------- | ---------- | ---------- |
| 2018年9月19日 | TBR-28244D | TDV-28245D | TDV-28246D |

## 朗読劇
『アニマックス朗読劇「坂道のアポロン」』が2024年3月5日から10日まで東京・草月ホールにて公演された。

### キャスト（朗読劇）
| 日程         | 西見薫   | 川渕千太郎 | 迎律子     | 深堀百合香 | 桂木淳一   | 迎勉     |
| ------------ | -------- | ---------- | ---------- | ---------- | ---------- | -------- |
| 3月5日 19時  | 寺島惇太 | 今井文也   | 木戸衣吹   | 西田望見   | 木島隆一   | 山本佳希 |
| 3月6日 15時  | 輝山立   | 赤澤遼太郎 | 堀内まり菜 | 山内優花   | 大海将一郎 | 山本佳希 |
| 3月6日 19時  | 輝山立   | 赤澤遼太郎 | 堀内まり菜 | 山内優花   | 大海将一郎 | 山本佳希 |
| 3月7日 13時  | 寺島惇太 | 今井文也   | 木戸衣吹   | 西田望見   | 木島隆一   | 山本佳希 |
| 3月7日 19時  | 海渡翼   | 増田俊樹   | 木戸衣吹   | 西田望見   | 木島隆一   | 山本佳希 |
| 3月8日 13時  | 寺島惇太 | 今井文也   | 木戸衣吹   | 西田望見   | 野島健児   | 山本佳希 |
| 3月8日 19時  | 海渡翼   | 増田俊樹   | 木戸衣吹   | 西田望見   | 野島健児   | 山本佳希 |
| 3月9日 13時  | 輝山立   | 赤澤遼太郎 | 堀内まり菜 | 山内優花   | 大海将一郎 | 山本佳希 |
| 3月9日 17時  | 輝山立   | 赤澤遼太郎 | 堀内まり菜 | 山内優花   | 大海将一郎 | 山本佳希 |
| 3月10日 14時 | 梶原岳人 | 中島ヨシキ | 芹澤優     | 小松未可子 | 野島健児   | 山本佳希 |
| 3月10日 18時 | 梶原岳人 | 中島ヨシキ | 芹澤優     | 小松未可子 | 野島健児   | 山本佳希 |

### 演奏（朗読劇）
- トランペット - 高瀬龍一
- ピアノ - 続木徹
- ベース - 横山裕
- ドラム - 佐藤やすろう

### スタッフ（朗読劇）
- 脚本・演出 - Azuki
- 主催・製作 - アニマックスブロードキャスト・ジャパン